# Лерік
Лерік (азерб. Lerik, тал. Лік) — місто на півдні Азербайджану, біля кордону з Іраном, центр Лерікського району. Місто розташоване в Талишських горах, за 56 км від Ленкорані.

## Історія
Село Лерік входило до складу Ленкоранського повіту Бакинської губернії. В 1930 році стало адміністративним центром Зувандського району Азербайджанської РСР, перейменованого в 1938 році на Лерікський.
За даними списків населених місць Бакинської губернії від 1870 року, складених за відомостями камерального опису губернії від 1859 до 1864 року, в селищі Лерік Ленкоранського повіту було 58 дворів з населенням 400 осіб, що складається з талишів-шиїтів. За даними «Кавказького календаря» на 1915 рік у Леріку проживало 805 осіб, переважно талиші.
23 червня 1962 року Лерик отримав статус селища міського типу.
За переписом 1979 року в Леріку проживало 4503 особи, а за переписом 1989 року — 5824 особи.

## Географія і клімат

### Рельєф
Територія регіону Лерік розташована на території Талишського хребта. Межує з Ярдимли на півдні і південному заході, Ленкоранню на північному сході, Масалли на північному заході і Астарою на південному сході. Найвищі вершини — Кесиргой (2492 м) і Кизиурд (2433 м) розташовані на Талиському хребті. Місцевість переважно складається з вулканогенно-осадових порід палеогену.

### Природа
Вегетація Леріка переважно складається з густих і рідких деревних лугів і гірських лісів. У лісах ростуть дуб, глід, арахіс, волоський горіх, сосна ельдарська.

### Клімат
Восени в Леріку часто йдуть дощі. Середня температура становить від 1 до −4 °C у січні і −4 °C в липні. Щорічна кількість опадів становить від 300 мм до 800 мм

### Заповідники
В Леріку розташований Зувандський державний заповідник. Рослинність регіону переважно складається з рідких лугів і гірських лісів (дуб, глід, бук, волоський горіх, залізне дерево). Площа становить 40,3 тис. га лісового покриву. В цих лісах — лисиці, вовки, ведмеді, кабани та інші дикі тварини.

## Пам'ятки
- Музей довгожителів[10].

## Відомі уродженці
- Мірфаїг Ганієв[ru] — азербайджанський спортсмен, який виступає у професійному тайському боксі. Чемпіон Європи серед юнаків, переможець Кубка Європи, чемпіон Азербайджану.
- Муслімов Валех Алізаїд-огли (1968—1992) — Національний Герой Азербайджану.
- Мархамат Тагієв — азербайджанський боєць змішаних єдиноборств. Чемпіон світу, дворазовий чемпіон Євразії, багаторазовий чемпіон Азербайджану, переможець і призер міжнародних турнірів з універсального бою, дзюдо.

## Історичні та архітектурні пам'ятки
Бузеїрська печера — одне з найстаріших поселень кам'яної доби Азербайджану. Від XVIII до XIX століття знаменитий французький археолог Жак де Морган, К. Шаффер і його брат Анрі назвали Лерік «археологічним раєм». Відомий археолог Х. Хуммель підтверджує справжність матеріально-культурних зразків, знайдених у Леріку в регіоні Лерік в епоху неоліту. Професор Асадулла Джафаров, завідувач кафедри археології та етнографії Інституту історії Академії наук, провів наукові дослідження в Лерікському районі, вперше відкрив давній людський табір Середнього палеоліту в печері Бузеїр.